# Alexander Balankin
Alexander Balankin (Баланкин, Александр Сергеевич) es un científico mexicano originario de Rusia: nació en Moscú en 1958, llegó a México en 1992, y en el año 2000 obtuvo la nacionalidad mexicana. Dos años después obtuvo el galardón más importante que otorga el Estado mexicano a investigadores y creadores mexicanos - Premio Nacional de Ciencias y Artes 2002. En 2005 fue galardonado con el Premio en Ciencias de la UNESCO por el desarrollo de Mecánica Fractal y sus aplicaciones en ingeniería.

## Biografía
El Dr. Balankin realizó estudios de licenciatura, maestría y Doctorado en el Instituto de Ingeniería Física de Moscú, donde se graduó como Doctor en Ciencias Físico-Matemáticas en la especialidad de física del estado sólido en 1986. En 1991, al presentar la Tesis en la Academia Militar de Moscú, obtuvo el grado de Doctor en Ciencias otorgado por el Estado. En su experiencia profesional el doctor Alexander Balankin se ha desempeñado como investigador científico graduado del Centro de la Superconductividad del Instituto de Ingeniería Física de Moscú, Jefe de Investigación en la Academia Militar de Moscú y Director del Centro de Investigación de Materiales en la Academia Militar.
En 1992 - 1997 trabajó como profesor titular de planta del Instituto Tecnológico y de Estudios Superiores de Monterrey, Campus Estado de México (ITESM-CEM), y desde enero de 1997 a la fecha es profesor titular C de la Sección de Posgrado e Investigación de la ESIME-Zacatenco del Instituto Politécnico Nacional y asesor del Instituto Mexicano del Petróleo. Es autor de seis libros y más de 120 artículos científicos publicados en revistas con arbitraje y 6 patentes. Sus trabajos han sido citados más de 2000 veces en literatura internacional. Ha dirigido 27 tesis de doctorado concluidas (18 de ellas en México).
Investigador Nacional Nivel III del Sistema Nacional de Investigadores el doctor Alexander Balankin es miembro del Consejo Consultivo en Ciencias de la Presidencia de la República, miembro de la Academia Mexicana de Ciencias. Ha sido miembro del Comité Dictaminador del Sistema Nacional de Investigadores (1999-2003), e miembro de diversos comités del Consejo Nacional de Ciencia y Tecnología (Conacyt). En 1997, Dr. Alexander Balankin creó el Grupo Interdisciplinario de Investigación “Mecánica Fractal”, considerado a nivel nacional e internacional como una innovadora contribución a la ciencia y la industria.

## La obra científico-tecnológica
El hallazgo más importante es el desarrollo de fundamentos teórico-experimentales de la mecánica fractal y sus aplicaciones tecnológicas, reconocidos a nivel mundial. Sobresale la gran relevancia de sus contribuciones en seguridad de la Central Núcleo-Eléctrica “Laguna Verde”, a través del desarrollo del programa de mantenimiento basada en el análisis de riesgos, empleada por la Comisión Nacional de Seguridad Nuclear y Salvaguardias (CNSNS). No menos importantes han sido los trabajos del doctor Balankin para el desarrollo de la Industria Petrolera. Así también destaca la creación de los modelos de procesos geofísicos aplicados para programas de monitoreo y previsión de riesgos en el Distrito Federal.
En 2008, el doctor Balankin con el doctor Miguel Ángel Martínez Cruz crearon los conteos dinámicos, un nuevo método y software para determinar las tendencias electorales en día de elección. Los conteos dinámicos permiten conocer las tendencias electorales más rápido y con mayor precisión que el conteo rápido. De manera oficial, los conteos dinámicos fueron empleados por el Instituto Electoral del Distrito Federal en las Elecciones del Distrito Federal de México de 2009.

## Premios y distinciones
A lo largo de su trayectoria el doctor Alexander Balankin ha recibido múltiples reconocimientos entre los que destacan
- Premio en Ciencias de la UNESCO en 2005.[4]
- Premio Nacional de Ciencias y Artes en el área de Tecnología y Diseño 2002 en el Campo de Tecnología y Diseño.[5]
- Premio Juchimán de Plata en 2009.[6]
- Presea del Instituto Electoral del Distrito Federal 2009.[7]
- Presea Lázaro Cárdenas en 2005.[8]
- Presea Amalia Solórzano de Cárdenas en 2006.
- Premio del Instituto Electoral del Distrito Federal en 2009.[9]
- Primer Lugar con el Premio Rómulo Garza de Investigación e Desarrollo Tecnológico en México en 1996.[10]
- Premio del editorial "Pleiades Publishing, Inc." (EUA) e de Academia de Ciencias de la Unión Soviética por mejor artículo publicado en 1995.[11]
- Premio de la Academia de Ciencias de la URSS en 1991.
- Premio de la Secretaria de Defensa de la Unión de Repúblicas Socialistas Soviéticas (URSS) en 1990.